# Sebastià-Daniel Arbonés Subirats
Sebastià-Daniel Arbonés Subirats, conocido como Sebastià d'Arbó (Tortosa, Bajo Ebro, 1947), es un psicólogo, periodista, escritor, guionista, director de radio y televisión, director cinematográfico, editor y productor español. Pero por lo que más se lo conoce es por la tarea de divulgación en prensa escrita cómo en radio y televisión, de temas esotéricos o de fenómenos paranormales. Actualmente es presentador del programa Misterios en RAC 1.

## Biografía
Desde pequeño se interesa por el esoterismo y lee todos los libros que puede, puesto que en aquella época eran prohibidos. Su familia se trasladó a Ginebra (Suiza) y a mediados de los años 60 se instala definitivamente en Barcelona.
El 1966 ingresa por oposición a Televisión Española para rodar documentos filmados en 16 mm en una época en que no se usaba el videotape, que es posterior, y colabora en programas como Misterios al descubierto y Visado para el futuro, que se emitían desde los Estudios Miramar en Barcelona para toda España.
En África filmó imágenes de la fauna en el África tropical (1970), sobre la vida de los animales, y por sus trabajos de reportajes en el África y por participar en la creación de la Televisión de Guineas Ecuatorial obtuvo la Antena de Oro de TVE.
El 1975 gana el premio Ondas al mejor programa de radio por La otra dimensión, a la cadena SER.
Después de unos años en que intensifica su tarea cinematográfica, a final de la década de 1970 vuelve al medio televisivo y a las ondas con programas como Catalunya misteriosa para el canal catalán de TVE, y España mágica para el canal estatal de TVE. También Pirineus màgics en Andorra Televisió. Participó en el programa En los límites de la realidad, para Antena 3. Y también era un contertulio en el programa "Cuarto milenio" para La Cuatro TV.
Catalunya misteriosa en su versión radiofónica en Catalunya Ràdio estuvo siete años en antena. Desde el 2004 realiza el programa de radio nocturno Misteris amb Sebastià D'Arbó, en la cadena radiofónica RAC1, y también hizo su versdión televisiva en la cadena territorial 8tv. Paralelamente fundó su propia cadena de televisión, que emite en el área del Barcelonés, Tele Magik.
Fue organizador y director de la feria salón Magic Internacional, el Festival Internacional de las Ciencias Ocultas que se celebraba en Barcelona.
El 2002, el Festival de Sitges le rindió homenaje por toda su carrera.

## Filmografía
- 1980 - Viaje al más allá: director, guionista y productor
- 1982 - El ser: director, guionista y productor
- 1982 - Sin bragas y a lo loco: productor
- 1985 - Acosada: director y guionista
- 1986 - Más allá de la muerte: director y guionista
- 1989 - Cena de asesinos: director
- 2011 - EL misterio Fassman: productor, guionista y director
- 2018 - El Pionero: productor y personaje protagonista